# Blinkfüer-Entscheidung
Mit Blinkfüer-Entscheidung wird in der deutschen Rechtswissenschaft ein Beschluss des Bundesverfassungsgerichtes (BVerfG) vom 26. Februar 1969 bezeichnet, in dem sich das BVerfG mit der Bedeutung der Pressefreiheit für den Wettbewerb der Meinungen auseinandersetzt.

## Sachverhalt
Das zeitweilig von Ernst Aust herausgegebene Blinkfüer (1952–1969,13), niederdeutsch für Leuchtturm, war eine Hamburger Wochenzeitung, die in ihrer Fernsehbeilage auch das Fernsehprogramm der DDR abdruckte. Nach dem Mauerbau 1961 forderten der Axel-Springer-Verlag und der Verlag der Welt, die eine marktbeherrschende Stellung auf dem Zeitungs- und Zeitschriftenmarkt innehatten, die Hamburger Zeitungshändler auf, keine Zeitungen mehr zu verkaufen, die „ostzonale Rundfunk- und Fernsehprogramme“ abdruckten. Um der Forderung Nachdruck zu verleihen, drohte Springer, man müsste sonst gegebenenfalls die Geschäftsbeziehungen zu diesen Händlern abbrechen.
Nachdem der Bundesgerichtshof (BGH) eine zivilrechtliche Klage des Herausgebers von Blinkfüer abgewiesen hatte, erhob dieser Verfassungsbeschwerde.
Das BVerfG hob das BGH-Urteil auf.

## Zusammenfassung der Entscheidung
Der Senat stellt zunächst fest, dass grundsätzlich auch ein Boykottaufruf von der Meinungsfreiheit umfasst ist. Dies gilt insbesondere, wenn es sich um einen geistigen Meinungskampf in der Öffentlichkeit handelt, der politische, wirtschaftliche, soziale oder kulturelle Belange der Allgemeinheit betrifft (vgl. Lüth-Urteil). Auch ein wirtschaftliches Ungleichgewicht lässt einen solchen Boykottaufruf nicht unzulässig erscheinen, denn sonst könnten wirtschaftlich Stärkere an Auseinandersetzungen nicht teilnehmen. Allerdings ist ein Boykottaufruf dann nicht mehr von Art. 5 Abs. 1 GG geschützt, wenn er sich nicht nur auf Argumente stützt, sondern zusätzlich wirtschaftlicher Druck ausgeübt wird. Dies war bei der Aufforderung an die Zeitschriftenhändler der Fall. Ein solcher Boykottaufruf kann sich deshalb nicht auf die Meinungsfreiheit berufen. Zugleich handelte es sich bei dem BGH-Urteil um einen Eingriff in die Pressefreiheit. Die Pressefreiheit bedeutet nämlich auch, dass die Presse vor dem Versuch, den Wettbewerb der Meinungen durch wirtschaftlichen Druck auszuschalten, geschützt werden muss.

## Aus den Gründen
„Hätten die Beklagten ihre Meinung über den Abdruck der mitteldeutschen Sendeprogramme in der Öffentlichkeit, etwa in den von ihnen herausgegebenen Blättern, geäußert und sich darauf beschränkt, die Leser zum Boykott der in Betracht kommenden Zeitungen und Zeitschriften aufzufordern, so wäre gegen dieses Vorgehen verfassungsrechtlich nichts einzuwenden. Dann hätten sich die Beklagten, die sich öffentliche Interessen zu eigen gemacht haben, an die gewandt, die es angeht. Dagegen war ihr an die Zeitungs- und Zeitschriftenhändler gerichtetes Rundschreiben nicht geeignet, eine geistige Auseinandersetzung über Zulässigkeit und Zweckmäßigkeit der Veröffentlichung der Programme mitteldeutscher Sender in der Öffentlichkeit herbeizuführen, weil diese Adressaten von den Beklagten wirtschaftlich oder rechtlich abhängig waren. […]
Das Ziel der Pressefreiheit, die Bildung einer freien öffentlichen Meinung zu erleichtern und zu gewährleisten, erfordert deshalb den Schutz der Presse gegenüber Versuchen, den Wettbewerb der Meinungen durch wirtschaftliche Druckmittel auszuschalten.“